# Andrea Biglia
Andrea Biglia (ca.1394-1435) fue un noble, religioso, humanista, historiador y escritor de Italia.
La primera cátedra de Milán fue ocupada por Julio Emilio Ferrario de Novara, posteriormente Andrés Biglia, fraile agustino, formó una relación fiel y en estilo elegante de los fastos de aquella ciudad desde 1402 a 1431 ("Historia universal", de Cesare Cantù, 1876)

## Biografía
Biglia fue un noble de Milán quien abrazo el estado monacal de la orden de los ermitaños de San Agustín de 1420 a 1435 , célebre por su obrar y por sus profundos conocimientos en lengua latina, en lengua griega y en lengua hebraica.
Biglia asistió a un capítulo general de su orden habida en Bolonia en 1425 y pronunció un largo discurso calificado de gran elocuencia y dejó escritas varias obras, unas fueron impresas y otras gran número de obras manuscritas. Biglia falleció en Siena en 1435.
Una de sus obras de historia fue insertada en el tomo IX de "Thesaurus antiquitatum italicarum" por Pierre Burmann(-1741), profesor de historia y elocuencia en Utrecht, laborioso y comentador de obras clásicas infatigable (Veleyo Patérculo, Quintiliano, Virgilio, Ovidio,..) que continuo la obra de J.J. Grevio, catedrático de elocuencia en Deventer en 1658 y posteriormente de política e historia en 1667, Leiden, 6 tomos, hasta el tomo 45 por Burmann, y luego por Muratori en su colección "Scriptores rerum italicarum", tomo XIX. Esta obra abraza treinta años después de la muerte de Jean Galéas I, duque de Milán, 1402 hasta la llegada en 1431 a Italia por el emperador Segismundo.

## Obras
- De ordinis eremitarum propagatione, Parma, 1601, in-4º.
- Historia rerum Mediolanensium
- Obras manuscritas